# Alpe-d'Huez
Alpe d'Huez je středisko zimních sportů ve Francii ve výšce 1850 metrů nad mořem. Nachází se na místě bývalých pastvin v centrální části francouzských Alp, na území obce Huez, v departementu Isère.

## Tour de France
Alpe d'Huez je známé jako jedna z nejtěžších částí Tour de France. Zatímco trasa závodu se každoročně mění, Alpe d'Huez je cílovým místem jedné z etap téměř každý rok od roku 1976. Poprvé zde byl cíl etapy Tour de France v roce 1952. Tuto etapu vyhrál italský cyklista Fausto Coppi.
Stoupání do Alpe d'Huez je dlouhé 13,8 km s průměrným stoupáním 8,1 % a s 21 ostrými zatáčkami – točkami (les 21 virages), nesoucími jména předchozích vítězů etap. Jelikož v roce 2001 přesáhl počet vítězů počet zatáček, byla první zatáčka nazvána po Fausto Coppim i Lance Armstrongovi.
V posledních letech[kdy?] bývá okolí stoupání do L'Alpe-d'Huez místem shromáždění obrovského množství diváků, které přechází až do davových scén. V roce 1999 Giuseppe Guerini vyhrál etapu i přesto, že byl na vedoucí pozici shozen z kola jedním z nadšených fanoušků, který si ho chtěl vyfotit (divák se za to později Guerinimu omluvil). V roce 2004 se zde jela časovka jednotlivců do vrchu, kterou sledovalo téměř milion diváků. Armstrong vyhrál tuto etapu za ohlušujícího jásotu a zůstal jen 1 sekundu za oficiálním rekordem trati, který držel Marco Pantani časem 37 minut, 35 sekund.
Alpe d'Huez je také známé jako „nizozemský vrchol“, Nizozemci zde vyhráli 8 z prvních 14 etap. Přibližně každý třetí fanoušek z přítomných diváků je z Nizozemska. Od roku 1989 ale nevyhrál žádný Nizozemec. V posledních[kdy?] dvanácti ročnících 6 etap s cílem na Alpe d'Huez vyhráli italští jezdci, 3 američtí jezdci a po jednom Bask Iban Mayo, Fränk Schleck z Lucemburska a Španěl Carlos Sastre.
Cíli většinou předchází náročné stoupání na tři další alpské průsmyky, v jediné etapě dlouhé 175 km tak závodníci překonávají celkové převýšení 5180 metrů.

### Vítězové etap závodu Tour de France s cílem v Alpe d'Huez

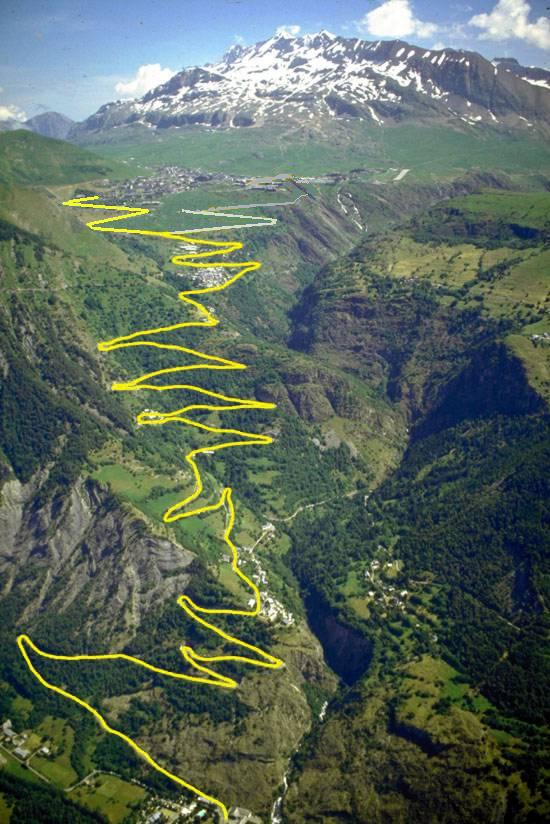
Panorama Alpe d'Huez s vyznačením 21 zatáček

| Rok  | Jméno              | Země               |
| ---- | ------------------ | ------------------ |
| 2022 | Tom Pidcock        | Spojené království |
| 2018 | Geraint Thomas     | Spojené království |
| 2015 | Thibaut Pinot      | Francie            |
| 2013 | Christophe Riblon  | Francie            |
| 2011 | Pierre Rolland     | Francie            |
| 2008 | Carlos Sastre      | Španělsko          |
| 2006 | Fränk Schleck      | Lucembursko        |
| 2004 | Lance Armstrong    | USA                |
| 2003 | Iban Mayo          | Španělsko          |
| 2001 | Lance Armstrong    | USA                |
| 1999 | Giuseppe Guerini   | Itálie             |
| 1997 | Marco Pantani      | Itálie             |
| 1995 | Marco Pantani      | Itálie             |
| 1994 | Roberto Conti      | Itálie             |
| 1992 | Andrew Hampsten    | USA                |
| 1991 | Gianni Bugno       | Itálie             |
| 1990 | Gianni Bugno       | Itálie             |
| 1989 | Gert-Jan Theunisse | Nizozemsko         |
| 1988 | Steven Rooks       | Nizozemsko         |
| 1987 | Federico Echave    | Španělsko          |
| 1986 | Bernard Hinault    | Francie            |
| 1984 | Luis Herrera       | Kolumbie           |
| 1983 | Peter Winnen       | Nizozemsko         |
| 1982 | Beat Breu          | Švýcarsko          |
| 1981 | Peter Winnen       | Nizozemsko         |
| 1979 | Joop Zoetemelk     | Nizozemsko         |
| 1979 | Joaquim Agostinho  | Portugalsko        |
| 1978 | Hennie Kuiper      | Nizozemsko         |
| 1977 | Hennie Kuiper      | Nizozemsko         |
| 1976 | Joop Zoetemelk     | Nizozemsko         |
| 1952 | Fausto Coppi       | Itálie             |

### Nejrychlejší časy

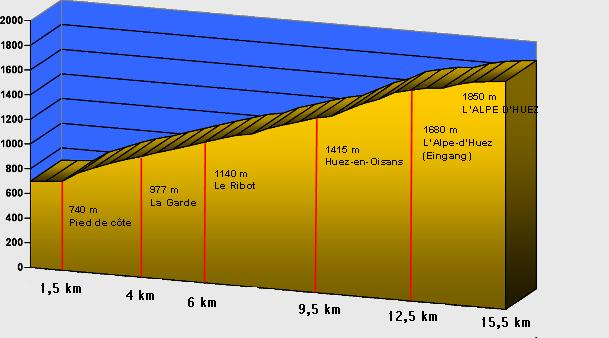
Profil stoupání Alpe d'Huez

Časy potřebné k zdolání vrcholu se měří až od roku 1994, takže výsledky před tímto datem jsou jen subjektivní a diskutabilní. Mezi roky 1994 až 1997 se měřil čas od vzdálenosti 14,5 km před cílem. Od roku 1999 je fotobuňka snímající čas umístěna 14 km před cílem. V ostatních letech se měřilo 13,8 km před vrcholem, v místě kde začíná vlastní stoupání.
Tyto různé způsoby měření dávají prostor pro spekulace, kdo vyjel nahoru v nejrychlejším čase. Jako „oficiální“ rekord Marca Pantaniho 37:35,0 uvádí například britský Procycling magazine, dále World Cycling Productions a magazín Cycle Sport.
Pořadí od staničení 13,8 km:
| Pořadí | Cas     | Cyklista             | Rok  |
| ------ | ------- | -------------------- | ---- |
| 1      | 36' 50" | Marco Pantani        | 1995 |
| 2      | 36' 55" | Marco Pantani        | 1997 |
| 3      | 37' 15" | Marco Pantani        | 1994 |
| 4      | 37' 36" | Lance Armstrong      | 2004 |
| 5      | 37' 41" | Jan Ullrich          | 1997 |
| 6      | 38' 00" | Lance Armstrong      | 2001 |
| 7      | 38' 10" | Miguel Indurain      | 1995 |
| 7      | 38' 10" | Alex Zülle           | 1995 |
| 8      | 38' 12" | Bjarne Riis          | 1995 |
| 9      | 38' 22" | Richard Virenque     | 1997 |
| 10     | 38' 36" | Floyd Landis         | 2006 |
| 10     | 38' 36" | Andreas Klöden       | 2006 |
| 11     | 38' 40" | Jan Ullrich          | 2004 |
| 12     | 38' 44" | Laurent Madouas      | 1995 |
| 13     | 38' 55" | Richard Virenque     | 1994 |
| 14     | 39' 01" | Carlos Sastre        | 2006 |
| 15     | 39' 06" | Iban Mayo            | 2003 |
| 16     | 39' 12" | Andreas Klöden       | 2004 |
| 17     | 39' 14" | José Azevedo         | 2004 |
| 18     | 39' 15" | Levi Leipheimer      | 2006 |
| 19     | 39' 22" | Francesco Casagrande | 1997 |
| 19     | 39' 22" | Nairo Quintana       | 2015 |
| 20     | 39' 23" | Bjarne Riis          | 1997 |
| 21     | 39' 30" | Miguel Indurain      | 1994 |
| 21     | 39' 30" | Luc Leblanc          | 1994 |
| 22     | 39' 31" | Carlos Sastre        | 2008 |
| 23     | 39' 37" | Vladimir Poulnikov   | 1994 |
| 24     | 39' 40" | Giuseppe Guerini     | 2004 |
| 25     | 39' 41" | Santos González      | 2004 |
| 25     | 39' 41" | Vladimir Karpets     | 2004 |
| 26     | 39' 45" | Gianni Bugno         | 1991 |
| 26     | 39' 45" | Miguel Indurain      | 1991 |
| 27     | 39' 46" | Luc Leblanc          | 1991 |
| 28     | 39' 47" | Děnis Meňšov         | 2006 |
| 28     | 39' 47" | Michael Rasmussen    | 2006 |
| 28     | 39' 47" | Pietro Caucchioli    | 2006 |
| 29     | 39' 50" | Nairo Quintana       | 2013 |
| 30     | 39' 52" | Claudio Chiappucci   | 1995 |
| 30     | 39' 52" | Paolo Lanfranchi     | 1995 |
| 31     | 39' 53" | Joaquim Rodriguez    | 2013 |
| 32     | 39' 54" | Beat Zberg           | 1997 |
| 32     | 39' 54" | Udo Bölts            | 1997 |
| 32     | 39' 54" | Roberto Conti        | 1997 |
| 32     | 39' 54" | Laurent Madouas      | 1997 |
| 33     | 39' 56" | David Moncoutié      | 2006 |
| 34     | 39' 57" | Carlos Sastre        | 2004 |
| 35     | 39' 58" | Tony Rominger        | 1995 |
| 35     | 39' 58" | Stéphane Goubert     | 2004 |
| 35     | 39' 58" | Ivan Basso           | 2004 |
| 36     | 39' 59" | Jan Ullrich          | 2001 |
| 37     | 40' 01" | Pjotr Ugrjumov       | 1994 |
| 37     | 40' 01" | Alex Zülle           | 1994 |
| 37     | 40' 01" | Pavel Tonkov         | 1995 |

## Piste de Tunnel
Piste de Tunnel (česky Sjezdovka Tunel) je černá, 3330 m dlouhá sjezdovka ve středisku Alpe d'Huez. Je považována za jednu z nejtěžších sjezdovek v Evropě. Sjezdovka začíná u vrchní stanice lanovky na vrcholu Pic Blanc v nadmořské výšce 3330 m. Z tohoto vrcholu vede prudce dolů k tunelu Tunnel des Grandes Rouses. Po průjezdu tunelem sjezdovka pokračuje asi nejobtížnější pasáží, ve které se odděluje další černá sjezdovka Bréche, až ke krátké sedačkové lanovce Lac Blanc. Koncová pasáž sjezdovky je však po rovině, úplně na konci dokonce mírně do kopce. Tunnel des Grandes Rousses je 200 metrů dlouhý tunel na této sjezdovce. Průměrný sklon tunelu je 3 %. Tunel je vyražený ve skále a je široký cca 1,5 m.

## Partnerská města
- Bormio, Itálie (2005)